# Leila Danette
Leila Danette (Jacksonville, 23 agosto 1909 – 4 settembre 2012) è stata un'attrice statunitense.
Nata a Jacksonville in Florida nel 1909, ha studiato alla Morgan State University di Baltimora e alla Howard University di Washington, prima di diventare attrice ha fatto l'insegnante. La Dainette ha cominciato a fare l'attrice in tarda età a 67 anni, ed è apparsa in famosi telefilm come Squadra emergenza, Law & Order, New York Undercover e I Robinson. Si è ritirata dalle scene nel 2003 a 94 anni d'età. 

## Filmografia
| Film        | Film                  | Film               | Film                            |
| Anno        | Film                  | Ruolo              | Note                            |
| ----------- | --------------------- | ------------------ | ------------------------------- |
| 1980        | Delitti inutili       | Comparsa           |                                 |
| 1982        | Benny's Place         | Ruolo sconosciuto  |                                 |
| 1984        | Death Mask            | Della              |                                 |
| 1984        | Garbo Talks           | Augusta            |                                 |
| 1986        | Power                 | Donna povera       |                                 |
| 1987        | I delitti del rosario | Mrs. Washington    |                                 |
| 1988        | Vivere in fuga        | Maid               |                                 |
| 1996        | White Lies            |                    |                                 |
| 2003        | Schegge di April      | Woman in Stairwell |                                 |
| Televisione |                       |                    |                                 |
| Anno        | Telefilm              | Ruolo              | Note                            |
| 1988        | A Different World     | Mrs. Pruitt        | Episodio: "A Stepping Stone"    |
| 1990–1991   | You Take the Kids     | Helen              | 6 episodi                       |
| 1992        | I Robinson            | Mrs. Whittaker     | Episodio: "The Price is Wrong"  |
| 1995        | New York Undercover   | Mae Helen          | Episodio: "Private Enemy No. 1" |
| 1994–2001   | Law & Order           | Ruoli vari         | 4 episodi                       |
| 2003        | Squadra emergenza     | Lucinda            | Episodio: "Panni sporchi"       |